# Eupithecia caementariata
Eupithecia caementariata es una especie de polilla de reciente descubrimiento de la familia Geometridae. La especie fue descrita por primera vez por William Warren habiendo sido descrita en 2022 con distribución en China. El holotipo de la especie fue hayada a 290 metros (951,4 pies) sobre el nivel del mar a poca distancia de la carretera entre Jiuzhaigou y Songpan, provincia de Sichuan. La polilla es parte del grupo de especies Eupithecia satyrata y de morfología muy similar a otra especie china también de reciente descubrimiento, Eupithecia eremiata.

## Descripción
Es una polilla pequeña con una envergadura de 21 milímetros (0,8 plg) y de color marrón. Su cabeza y noto cubiertos de escamas blancas.